# Statek hydrograficzny M. Azizbekow
Statek hydrograficzny "M. Azizbekow" (ros. Гидрографическое судно "М. Азизбеков") – rosyjski, azerbejdżański, a następnie sowiecki statek Flotylli Kaspijskiej w latach 1900–1925
Stępka statku została położona w 1900 r. w stoczni w Niżnym Nowogrodzie. Jeszcze w tym samym roku zbudowany statek został zwodowany i rozpoczął służbę pod nazwą "Araks". Początkowo statek pełnił funkcje transportowe. Brał udział w I wojnie światowej już jako statek hydrograficzny. 31 lipca 1918 r. w porcie w Baku został przejęty przez Brytyjczyków, którzy przekazali go władzom Dyktatury Centrokaspia. Następnie statek wszedł w skład floty wojennej Demokratycznej Republiki Azerbejdżanu. Po zajęciu Azerbejdżanu przez wojska bolszewickie pod koniec kwietnia 1920 r., statek pod koniec maja tego roku został włączony do Floty Wojennej Czerwonego Azerbejdżanu. Przemianowano go na "M. Azizbekow". Od listopada 1922 r. statek z powodu bardzo złego stanu technicznego nie wypływał w morze, zaś 21 listopada 1925 r. został przekazany na złom.